# Mongolsko-polskie związki literackie
Polsko-mongolskie związki literackie to zespół powiązań między literaturą polską i polskim literaturoznawstwem a literaturą mongolską i literaturoznawstwem mongolskim. Pierwsze przejawy relacji polsko-mongolskich na gruncie literatury pojawiły się w średniowieczu jako relacje o Mongołach w pismach historyków i podróżników pochodzenia polskiego, znajomość Mongolii w Polsce stała się jednak bardziej żywa dopiero w wieku XIX w związku z uczestnictwem w rosyjskich badaniach tego kraju i przyległych doń obszarów Azji Polaków spod zaboru rosyjskiego. Zainteresowanie Polską w Mongolii jest mniejsze i datuje się dopiero od XX w.

## Początki
Do wieku XIX relacje polsko-mongolskie były sporadyczne. Najwcześniejsza polska wzmianka o życiu, dziejach i kulturze Mongołów pochodzi z relacji z podróży do wielkiego chana, którą w latach 1245-1247 odbyli franciszkanie – posłowie papieża Innocentego IV na czele z Janem di Piano Carpinim. Jednym z członków tego poselstwa był Benedykt Polak. Jego relacja jest bardzo zwięzłym skrótem obszernej Historii Mongołów Carpiniego, która była także podstawą tzw. Historia Tartarorum [Dziejów Tatarów] autorstwa C. de Bridia (być może również Polaka), zawierającej m.in. informacje o Bitwie pod Legnicą. Oprócz relacji Benedykta istnieją (liczne, lecz stereotypowe) wzmianki o Mongołach w pismach średniowiecznych kronikarzy, przede wszystkim Jana Długosza. W wiekach XV-XVIII tematykę mongolską identyfikowano w Polsce z żywo obchodzącymi naszych przodków kwestiami tatarskimi, czego owocem są takie teksty jak np. traktat o pochodzeniu Tatarów Mikołaja Rozembarskiego (1499).

## Wiek XIX
Pierwszym XIX-wiecznym polskim podróżnikiem do Mongolii był Jan Potocki, który zwiedził Mongolię w czasie podróży do Chin i pozostawił z tej podróży francuskojęzyczną relację (przełożoną na polski pt. Podróże, 1959). Twórcą polskiej mongolistyki jest Józef Kowalewski, który przebywał w Mongolii wielokrotnie (1829, 1831-1833). Kowalewski był dawnym filomatą, przyjacielem Adama Mickiewicza, profesorem mongolistyki w Uniwersytecie w Kazaniu, autorem szeregu prac poświęconych bardzo zróżnicowanym aspektom kultury i języka Mongołów, często o charakterze przyczynkowym. Najważniejszym dziełem Kowalewskiego jest trzytomowy słownik mongolsko-rosyjsko-francuski (1844-1849). Polskie badania nad geografią i kulturą Mongolii zintensyfikowały się po powstaniu styczniowym w związku z zesłaniami Polaków na sąsiadującą Syberię – najbardziej znanym polskim zesłańcem uczestniczącym w rosyjskich ekspedycjach badawczych na terenach mongolskich był Aleksander Czekanowski.

## Wiek XX
Światową sławą wśród turkologów i mongolistów cieszył się polski uczony Władysław Kotwicz, autor wielu prac poświęconych Mongolii i literaturze mongolskiej, odkrywca (1912) staromongolskich inskrypcji kamiennych na terenie klasztoru Erdeni Dzu. Do innych znanych polskich mongolistów należą Marian Lewicki, Stanisław Kałużyński, Stanisław Godziński. Lewicki wydał wiele zabytków literatury mongolskiej – zbiór utworów spisanych w tzw. piśmie kwadratowym oraz Huayi yiyu, zbiór zachowany w piśmie chińskim (1949).
W XX-wiecznej Mongolii istniało zainteresowanie literaturą polską, wzmocnione faktem, że PRL i Mongolska Republika Ludowa należały do tego samego bloku politycznego. Opublikowano sporo tłumaczeń polskich utworów literackich na język mongolski – przeważnie jednak za pośrednictwem języka rosyjskiego. Powstało zwłaszcza wiele przekładów polskiej literatury dziecięcej i młodzieżowej, szczególnie w latach 70. Większość z nich to jednak teksty rozproszone, publikowane w prasie, niewiele jest wydań książkowych. Do 1985 r. pięciu obywateli Mongolii ukończyło polonistykę na polskich uczelniach – żaden z nich nie zajął się jednak literaturą polską zawodowo. Bezpośrednio z języka polskiego na mongolski tłumaczyli dzieła literackie m.in. D. Biambaa (utwory Broniewskiego i Gałczyńskiego), B. Bandi (polska literatura ludowa), P. Biambasan i D. Kim (utwory Ewy Szelburg-Zarembiny). Najaktywniejszym mongolskim tłumaczem literatury polskiej za pośrednictwem języka rosyjskiego jest D. Purewdordż. Wśród tłumaczy wyróżnia się Bjambyn Rinczen (1905-1977), mongolski pisarz, historyk, etnograf i językoznawca, który przekładał na ojczysty język dzieła pochodzące z wielu literatur – spośród utworów polskich m.in. Adama Mickiewicza, Wandę Wasilewską, Jarosława Iwaszkiewicza i Jerzego Andrzejewskiego. Na język polski przetłumaczono jego pracę etnograficzną Lamajskie maski taneczne (1970).
Liczba przekładów współczesnych dzieł literatury mongolskiej na język polski także nie jest duża. Tak jak w przypadku przekładów z polskiego na mongolski, znaczna ich część powstała za pośrednictwem rosyjskiego. Można tu wymienić Opowiadania mongolskie Cendijna Damdinsürena (1953), Wiersze B. Jawuuchułana (1962) oraz powieść Przejrzysty Tamir Czadraabalyna Lodojdamby (1980). Przekłady bezpośrednio z mongolskiego publikowane były przede wszystkim na łamach „Przeglądu Orientalistycznego” – to m.in. poezja i proza D. Nacagdordża w spolszczeniu Stanisława Godzińskiego (1965 nr 1) i Adama Latuska (1968 nr 2). Godziński wydał również wybór fragmentów mongolskiej poezji epickiej i kronik (W kręgu lamajskich legend i mitów, 1981). Do najwybitniejszych tłumaczy należy Stanisław Kałużyński – jego Głosy z jurty (1960) stanowią wybór mongolskich zagadek, przypowieści, przysłów itp., Tajna historia Mongołów (1970) to przekład anonimowej XIII-wiecznej kroniki mongolskiej, Tradycje i legendy ludów Mongolii (1978) grupują zaś m.in. tłumaczenia obszernych fragmentów XVII-wiecznej Drogocennej kroniki (Erdenijin tobczi) Saganga Seczena i ludowego eposu o chanie Charanguju (Mrocznym Chanie). Spośród pisarzy polskich, na których twórczość wpływ wywarła kultura Mongolii, należy wymienić Wacława Sieroszewskiego, głównie jego powieść Dalaj Lama (1927) i jej przeróbkę dla młodzieży pt. W niepodległej Mongolii (1937), Ferdynanda Antoniego Ossendowskiego – zwłaszcza jego relację podróżniczą Przez kraj ludzi, zwierząt i bogów (1923), Kamila Giżyckiego i jego książkę Przez Urianchaj i Mongolię (1929, wznowienie 2007) oraz Przecława Smolika, autora opowieści z życia Buriatów Wśród wyznawców Burchan-Buddhy (1925).